# سيد أباد (طالقان)
سيد أباد هي قرية في مقاطعة طالقان، إيران. عدد سكان هذه القرية هو 949 في سنة 2006.